# Bernard Luttikhuizen
Bernard Luttikhuizen (Beverwijk, 28 november 1947) is een Nederlands roeier. Hij nam eenmaal deel aan de Olympische Spelen, maar won bij die gelegenheid geen medailles.
In 1972 maakt hij op 24-jarige leeftijd zijn olympisch debuut op de Spelen van München. Hij kwam als roeier uit op het onderdeel twee met stuurman. Na 8.00,15 (derde tijd) in de eerste ronde en 8.17,37 (derde tijd) in de herkansing was het Nederlandse team uitgeschakeld.
In zijn actieve tijd was hij aangesloten bij de Delftse studentenroeivereniging Proteus-Eretes. Hij studeerde civiele techniek aan de TH Delft. Later werd hij eigenaar van een ingenieursbureau Luttikhuizen bv, management & consultancy telematica.

## Palmares

### roeien (twee met stuurman)
- 1971: 6e EK - 7.17,8
- 1972: 3e herkansing OS - 8.17,37

Bernard Luttikhuizen · 
René Kieft · 
Herman Zaanen (stuurman)